# Monaco G.P.
Monaco G.P. är en EP av Acid House Kings, utgiven på CD av det tyska skivbolaget Marsh-Marigold 1994.

## Låtlista
1. "The Boy Still Dreams"
2. "Wonder"
3. "Can You Tell Me It's Over?"
4. "I Didn't Think Your Kiss Would Affect Me"
5. "Summer Days"
6. "The Boy Still Dances"

### Fotnoter
1. ↑  ”Monaco G.P.”. Discogs.com. http://www.discogs.com/Acid-House-Kings-Monaco-GP/release/764267. Läst 2 mars 2012.